# Meteren (Pays-Bas)
Pour la commune française, voir Méteren.

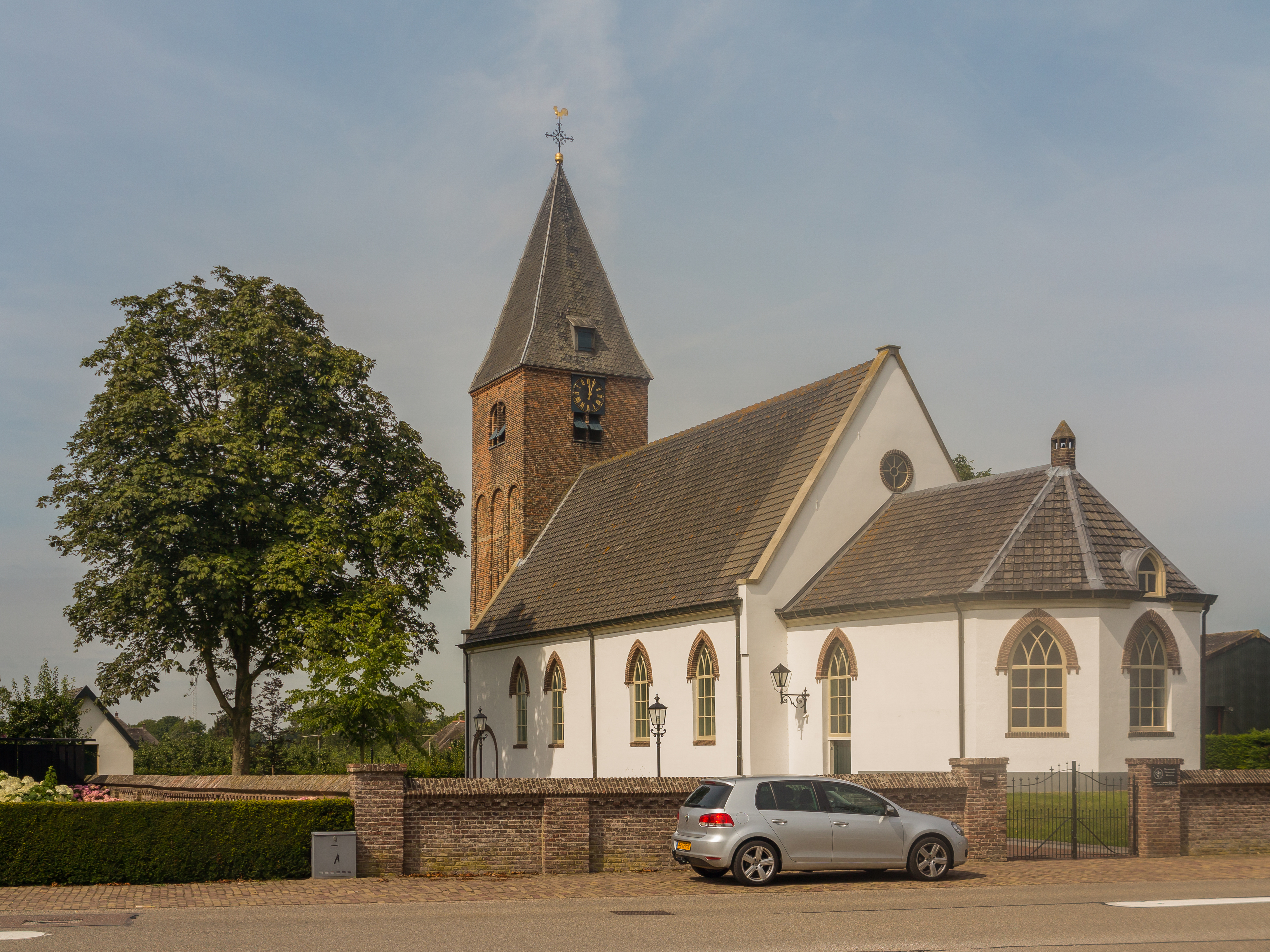
Église protestante

Meteren est un village appartenant à la commune néerlandaise de West Betuwe, dans la province de Gueldre. Le 1er janvier 2008, le village comptait 3 425 habitants.